# Cosmopolitan (drink)
 For alternative betydninger, se Cosmopolitan. (Se også artikler, som begynder med Cosmopolitan)
Cosmopolitan-drinken er en cocktail der består af  vodka, triple sec, tranebærjuice og friskpresset eller sødet limejuice. Drinken menes at være opfundet af Cheryl Cook i slutningen af 1980'erne, da Absolut Vodka Citron kom på markedet. Men som med så mange andre cocktails, er det ikke svært at finde noget der kunne ligne en forgænger. I 1960 promoterede Ocean Spray, at det var dem der lavede den bedste tranebærjuice, drinken Harpoon som består af vodka, tranebærjuice og frisk lime. En ting står dog helt klart, at Cosmopolitan fik noget af en renæssance med serien "Sex and the City".